# Слободской пивоваренный завод
Слободской пивоваренный завод — пивоваренный завод в городе Слободской, Кировской области основанный в 1866 году купцом Александровым Василием Васильевичем.

## История

Купец Василий Александров основатель пивоваренного завода

В 1866 году при винокуренном заводе купца первой гильдии, потомственного, почётного и степенного гражданина города Слободской Василия Васильевича Александрова был пущен пивомедоваренный завод, где пивовар с помощником и 27 рабочими наладили выпуск продукции. Завод работал на местном сырье. Хлеб, мёд, ягоды, фрукты закупались на месте, из Баварии завозили хмель. Кроме пива выпускали мёд, русский и баварский квас, кислые щи.
В 1854 году Василий Александров купил в этой же слободе при речке Пятерихе, некогда известный кожевенный завод И.Я. Платунова с двумя мельницами у семьи тамбовского статского советника Нила Егоровича Евсюкова. Завод купца И. И. Платунова основан в 1746 году близ речки Петерихи, на которой был пруд с мельницей и толчеёй коры, применявшейся для дубления кож.
В 1869 году после смерти Василия Александрова его сын Иван Васильевич продолжил, расширил и упрочил производственно-торговое дело. В 1870 году он уже выдал первую продукцию - пиво под маркой «Баварское пиво завода въ Слободскомъ И.В.Александрова».
К 1882 году по городам и весям губернии выпускалось 247 410 вёдер пива, из них 95 590 ведер приготовлено на заводах Александрова, которое получило первую весомую награду для вятских пивоваров — серебряную медаль на «Первой Всероссийской кустарно - промышленной и сельскохозяйственной выставки-ярмарки в Нижнем Новгороде» в 1896 году. В дальнейшем пиво завода (в лучшие годы его выпускалось до 20-ти сортов) получало награды в России (Казань, Пермь, Ирбит, Москва) и за рубежом (Брюссель, Вена). Летом 1909 года на Международной промышленной выставке в Казани Торговый дом Александровых за квасы получил золотую медаль. Склады завода были открыты в Вятке, Казани, Самаре.
В 1885 году пивоваренный завод имел каменные постройки, выпускал пива 51115 вёдер на сумму 43443 руб. 75 коп.; мёда - 5490 вёдер на сумму 6039 рублей. Сбыт осуществлялся в Вятской губернии. Рабочих - 48 человек. Работы велись с августа по март месяц. Тогда должность пивовара занимал надёжный специалист Пауль Христофорович Иозот, заслуживающий полного доверия Александровых. Пришедший ему на смену в 1901 году Карл-Август Отто Шнейдер воспользовался своим положением для достижения собственной цели. За 1.5 года, изучив возможности рынка, наладив нужные связи и подходы, он решил построить свой пивоваренный завод. Разорвав все договоры с торговым домом Александровых, он уже в 1903 году наладил выпуск 100 тысяч вёдер пива. Построив завод, Шнейдер взялся открывать торговые точки и при этом не постеснялся проникнуть с ними в Слободской, открыв что-то вроде ресторана в центре города и пивной подвал. Служащие Александрова, сколько могли, нейтрализовали деятельность нового конкурента, но, как известно, джентльменский набор средств честной борьбы чаще бывает бессильным против наглости.
К 1909 году на заводе работало 57 человек и вырабатывалось продукции на 920328 рублей. В 1910 году выпускалось до 400000 вёдер пива, а также мёд, кислые щи, квас. Сбыт осуществлялся в Вятской, Казанской, Сибирской, Вологодской, Уфимской губерниях.
В 1913 году по просьбе слободских промышленников Александровых, немцы построили для пивного завода 7-этажное здание солодовни «Кронфа» с фигурным кованным дымником над трубой. Красивый парус при смене ветра приходил в движение, вызывая восхищённые возгласы зевак, но всё-таки главной в нём была чисто утилитарная функция. С решёток солодосушения через дымник шла вытяжка влажного воздуха, в технологическом процессе достигалась большая экономия тепла, увеличилась производительность.
В 1918 году после Октябрьской революции предприятие было национализировано и законсервировано на 14 лет. В середине 30-х возник пивной бум, появляются социалистические заказы изобретателям — ударникам в области пивоварения, выходит специальная литература, начинают говорить о питательной ценности пива. В 1925 году начат капитальный ремонт производства, в 1928 году пивоваренный завод был пущен в эксплуатацию. В последующие 40 лет пивоваренный завод переходил из одного ведомства в другое и назывался пивоваренный, пиво-безалкогольный и снова пивоваренный завод. В годы отечественной войны производство пива не прекращалось.
В 1955-1962 годах предприятие входило в «Волго-Вятский СНХ». 13 апреля 1960 года пивоваренный завод объединён со Слободским спиртоводочным заводом в спиртоводочно-пивоваренный комбинат. 9 марта 1966 года пивоваренное производство Слободского спиртоводочно-пивоваренного комбината выделено в самостоятельное предприятие СПЗ, который перешёл в ведение управления пищевой промышленности «Кировский облпищепром», который выпускал пиво под марками «Рижское», «Словянское», «Бархатное».
В 1992 году после распада СССР, предприятие было приватизировано в акционерное общество ОАО «Слободская Пивоваренная Компания», должность генерального директора занимала Тамара Редких. В 1999 году администрация города выкупила контрольный пакет акций на сумму 1,6 млн рублей и была собственником компании. Под руководством заслуженного пивовара Елены Чувашовой, компания выпускала пиво под марками «Слободское», «Елена», «Губернаторское», «Адмиралтейское», «Московское», «Жигулёвское»
В мае 2004 года глава Группы «Спутник» Олег Валенчук, который владел «Кировским пивоваренным заводом «Вятич», выкупил акции своего конкурента и через полгода в 2005 году Слободской пивзавод встал, работники были уволены, а в 2008 завершена процедура банкротства. В настоящее время оборудование Слободского пивзавода демонтировано и распродано, комплекс зданий пивзавода заброшен. Ликвидация проходила в период правления губернатора Кировской области Николая Шаклеина.